# Rajesh Anand Bhagwan
Rajesh Anand Bhagwan ist ein Politiker der Mouvement Militant Mauricien (MMM) aus Mauritius, der mehrmals Minister war.

## Leben
Rajesh Anand Bhagwan schloss seine schulische Bildung mit einem General Certificate of Education (GCE) ab und absolvierte danach ein Studium der Fächer Buchhaltung und Verwaltung, welches er mit einem Diplom beendete. Er war danach bei CEB (FIBERNET) Co Ltd tätig und zuletzt Leiter der Öffentlichkeitsarbeit. 1983 wurde er als Kandidat der Mouvement Militant Mauricien (MMM) erstmals zum Mitglied der Nationalversammlung gewählt und vertritt dort seither den Wahlkreis 20 Beau Bassin and Petite Rivière. Er war zudem Generalsekretär der MMM und wurde 1984 erstmals Bürgermeister von Beau Bassin-Rose Hill, der drittgrößten Stadt von Mauritius. Nachdem er 1989 stellvertretender Bürgermeister war, fungierte er 1990 und 1991 erneut als Bürgermeister von Beau Bassin-Rose Hill sowie 1991 bis 1993 als Parlamentarischer Privatsekretär während der Amtszeit von Premierminister Anerood Jugnauth.
Im Kabinett von Premierminister Navin Ramgoolam bekleidete Bhagwan zunächst von Dezember 1995 bis 1996 das Amt des Ministers für Kommunalverwaltung sowie im Anschluss zwischen 1996 und 1997 zum ersten Mal den Posten des Umweltministers. In der zweiten Regierung von Premierminister Anerood Jugnauth war er vom 12. September 2000 bis zum 7. Oktober 2003 abermals Umweltminister. Im darauf folgenden Kabinett von Premierminister Paul Bérenger hatte er zwischen dem 7. Oktober 2003 und dem 5. Juli 2005 die Posten als Minister für Umwelt und nationale Entwicklung inne. Bei den Wahlen vom 12. Juli 2005 und 6. Mai 2010 wurde er im Wahlkreis 20 Beau Bassin and Petite Rivière wieder zum Mitglied der Nationalversammlung gewählt. Während der Legislaturperiode vom 18. Mai 2010 bis zum 6. Oktober 2014 war er Parlamentarischer Geschäftsführer der Opposition (Opposition Whip). Während dieser Zeit war er vom 22. Juni 2010 bis zum 14. März 2012 zudem Mitglied des Auswahlausschusses (Committee of Selection) sowie des Hauptausschusses (House Committee). Des Weiteren gehörte er zwischen dem 12. April 2011 und dem 14. März 2012 dem Sonderausschuss für Live-Übertragungen von Parlamentssitzungen an.
Rajesh Anand Bhagwan wurde am 11. Dezember 2014 wieder für die MMM im Wahlkreis 20 Beau Bassin and Petite Rivière zum Mitglied der Nationalversammlung gewählt. In der darauf folgenden bis zum 6. Oktober 2019 dauernden Legislaturperiode fungierte er zwischen dem 22. Dezember 2014 und dem 20. Dezember 2016 abermals als Parlamentarischer Geschäftsführer der Opposition. Darüber hinaus war er vom 26. Februar 2015 bis zum 6. Oktober 2019 wieder Mitglied des Auswahlausschusses und des Hauptausschusses sowie ferner Mitglied des Geschäftsordnungsausschusses (Standing Orders Committee). Er war zudem zwischen dem 26. Februar 2015 und dem 13. Januar 2016 Mitglied des Parlamentarischen Ausschusses für die Unabhängige Kommission gegen Korruption ICAC (Independent Commission Against Corruption). Am 8. November 2019 erfolgte als Kandidat der MMM wiederum seine Wahl zum Mitglied der Nationalversammlung im Wahlkreis 20 Beau Bassin and Petite Rivière. In der am 2. Dezember 2019 begonnenen Legislaturperiode ist er seither wieder Mitglied des Auswahlausschusses sowie des Geschäftsordnungsausschusses.